# Gerrardanthus macrorhizus
Gerrardanthus macrorhizus ist eine Pflanzenart in der Familie der Kürbisgewächse.

## Beschreibung
Gerrardanthus macrorhizus wächst als halbimmergrüne, verholzende Kletterpflanze viele Meter weit oder hoch. Sie bildet einen großen, knolligen und sukkulenten Caudex aus, der normalerweise etwa 30–40 Zentimeter groß wird. Dieser kann aber bis über 1,5 Meter groß werden und er ist meist großteils oberirdisch. Es werden achselständige, fein behaarte und zweiteilige Ranken gebildet.
Die wechselständigen und gestielten Laubblätter sind herz- bis pfeilförmig und ganz bis siebenlappig. Sie sind bis 11 Zentimeter lang, kahl, spitz bis zugespitzt, feinstachelspitzig und ganzrandig. Die dreieckigen, meist spitzen Lappen sind teils feinstachelspitzig.
Gerrardanthus macrorhizus ist zweihäusig diözisch. Die männlichen Blüten erscheinen in achselständigen Rispen, die weiblichen einzeln oder zu wenigen in Trauben. Die gestielten, eingeschlechtlichen, orangen bis orange-bräunlichen oder gelblichen und 4- bis 5-zähligen Blüten sind klein mit doppelter Blütenhülle. Die kurzen Staubblätter stehen in zwei Paaren und eines ist einzeln. Öfters ist eines zu einem Staminodium reduziert. Der verkehrt-konische Fruchtknoten ist dreikantig mit drei kurzen, spreizenden Griffeln mit nierenförmigen, gelappten Narben.
Es werden kleine, mehrsamige, gelbliche und verkehrt-konische, leicht rippige, kahle und dreilippig öffnende, bis 7 Zentimeter lange Kapselfrüchte gebildet. Die bräunlichen, flachen und ei- bis spindelförmigen, bis 5,5 Zentimeter lange Samen sind einseitig geflügelt, der papierige Flügel ist bis 3 Zentimeter lang.

## Verbreitung und Systematik
Gerrardanthus macrorhizus ist in Mosambik und in den südafrikanischen Provinzen Ostkap und KwaZulu-Natal sowie in Eswatini (Swaziland) in Wäldern im Tiefland verbreitet.
Die Erstbeschreibung von Gerrardanthus macrorhizus erfolgte 1867 durch George Bentham und Joseph Dalton Hooker nach William Henry Harvey. Gerrardanthus macrorhizus ist die Typusart der Gattung Gerrardanthus. Der Gattungsname ehrt William Tyrer Gerrard, einen britischen Naturforscher und Pflanzensammler.
Das Epitheton macrorhizus (von griechisch makros groß und rhiza Wurzel) bezieht sich auf den großen Caudex bzw. die große Wurzel.
Synonyme sind Gerrardanthus portentosus Naudin ex T.Durand und Gerrardanthus megarhizus (als megarhiza) Decne. & Harv.